# (39388) 4190 P-L
4190 P-L (asteroide 39388) é um asteroide da cintura principal. Possui uma excentricidade de 0.15968290 e uma inclinação de 5.71942º.
Este asteroide foi descoberto no dia 24 de setembro de 1960 por Cornelis Johannes van Houten e Ingrid van Houten-Groeneveld e Tom Gehrels em Palomar.